# Кордийера (департамент)
Кордийера (на испански: Cordillera) е един от 17-те департамента на южноамериканската държава Парагвай. Намира се в южната част на страната. Площта му е 4948 квадратни километра, а населението – 311 273 души (по изчисления за юли 2020 г.).

## Райони
Кордийера е разделен на 20 района, някои от тях са:
1. Алтос
2. Сан Бернардино
3. Сан Хосе Обреро